# Lionel Boyce

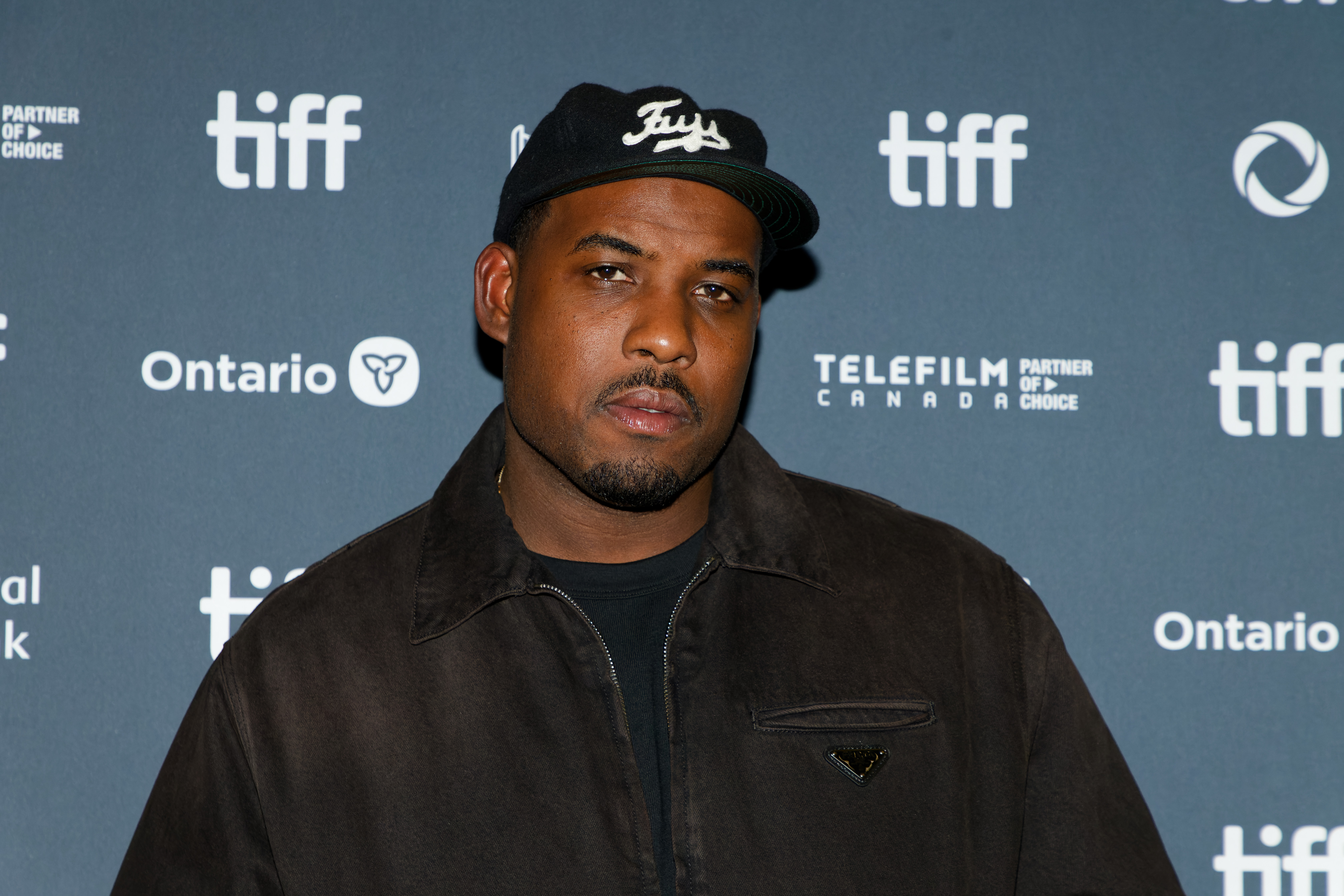
Lionel Boyce (2024)

Lionel „L-Boy“ Boyce (* 9. Mai 1991 in Los Angeles, Kalifornien) ist ein US-amerikanischer Rapper, Fernsehschauspieler, Drehbuchautor und Filmproduzent. Er erlangte vor allem durch seine Schauspielrolle als Marcus in der Fernsehserie The Bear: King of the Kitchen Bekanntheit.

## Leben
Lionel Boyce wurde 1991 in Los Angeles, im US-Bundesstaat Kalifornien geboren und wuchs dort mit einer jüngeren Schwester auf. In seiner Kindheit spielte er Football. In der Highschool lernte er Tyler, the Creator kennen.
Boyce war als L-Boy Mitglied in Tylers Hip-Hop-Gruppe Odd Future Wolf Gang Kill Them All und kam durch sie mit dem Fernsehen in Berührung. 2011 war Boyce in dem Musikvideo zu dem Rapsong She von Tyler, the Creator erstmals vor der Kamera zu sehen. Mit Odd Future entwickelte er die Sketch-Comedy-Show Loiter Squad für Adult Swim, in der er eine Hauptrolle innehatte. 2015 gründete er mit Tyler die Bald Fade Productions und schloss einen Exklusivvertrag mit Sony Pictures Television über Projekte mit und ohne Drehbuch für das Fernsehen und neue Medien. Von 2017 bis 2019 entwickelte er mit Tyler die Animationsserie The Jellies! für Adult Swim, in der er auch Sprecher war. Die Serie handelt von einer Quallenfamilie und ihrem 16-jährigen menschlichen Sohn, der plötzlich merkt, dass er adoptiert wurde. Bereits 2015 hatten die beiden die Idee als Webserie umgesetzt. 2018 hatte Boyce eine Nebenrolle in vier Folgen der SundanceTV-Fernsehserie Hap and Leonard. Seit 2022 ist er in der Fernsehserie The Bear: King of the Kitchen als Konditor Marcus zu sehen. Als Teil des Ensembles dieser Serie war er 2023 und 2024 für den Screen Actors Guild Award der Kategorie Bestes Schauspielensemble in einer Comedyserie nominiert.
Boyce hat weitere Animationsserien für Amazon und Fox in Entwicklung.
Boyce lebt in Los Angeles.

## Filmografie (Auswahl)

### Schauspieler
- 2011: Tyler, the Creator: She (Musikvideo)
- 2012–2014: Loiter Squad (20 Folgen)
- 2015: Tyler, the Creator: Fucking Young (Musikvideo)
- 2015: The Jellies (Webserie, 7 Folgen, Stimme)
- 2017: Hey You, It’s Me (Webserie, Folge 1x02)
- 2017–2019: The Jellies! (19 Folgen, Stimme)
- 2018: Hap and Leonard (4 Folgen)
- seit 2022: The Bear: King of the Kitchen (The Bear)
- 2024: Lass es, Larry! (Curb Your Enthusiasm, Fernsehserie, 1 Folge)

### Drehbuchautor
- 2012–2014: Loiter Squad
- 2015: The Jellies (Webserie)
- 2017–2019: The Jellies!